# Williston (Tennessee)
Pour les articles homonymes, voir Williston.
Williston est une municipalité américaine située dans le comté de Fayette au Tennessee.
Selon le recensement de 2010, Williston compte 395 habitants. La municipalité s'étend sur 1,62 mille carré (4,2 km2).
La localité est d'abord appelée Walker Station, d'après deux de ses premiers habitants, Sarah et Job Walker, originaires de Caroline du Nord. Elle est renommée en l'honneur du commerçant Henry Willis lorsque celui-ci accepte d'implanter son commerce en centre-ville. Williston devient une municipalité en 1970.